# Program Fast Track Actions
Program Fast Track Actions - program przyjęty przez Komisję Europejską w dniu 17 kwietnia 2008; liderem programu jest Riccardo Petrella; program przedstawia propozycje zmian w prawie unijnym, które ograniczają zbędne obciążenia administracyjne dla prowadzenia przez przedsiębiorców działalności gospodarczej; program ma na celu obniżenie kosztów działalności przedsiębiorstw i usprawnienie ich funkcjonowania.
Głównymi założeniami programu są:
- zniesienie konieczności prowadzenia rejestrów przedsiębiorców w formie drukowanej
- zniesienie obowiązku nałożonego na małych i średnich przedsiębiorców polegającego na sporządzaniu skonsolidowanych sprawozdań finansowych.